# John Chupco
John Chupco   (Florida, 1821 - Nació Seminola d'Oklahoma, 17 de febrer de 1881) fou un líder de la banda Hvteyievike, o Nouvinguts, dels Seminola durant el temps del seu trasllat forçós a Territori Indi. De 1861 a 1866 va servir com a cap dels seminola que van donar suport a la Unió; la tribu es va dividir sobre la seva lleialtat durant la guerra, i molts van donar suport a la Confederació.

## Primers anys i educació
John Chupco néixer a Florida. Va fou educat de manera tradicional.

## Carrera
En el moment de la deportació forçosa seminola, Chupco ser cap de la banda Hvteyievike, que va dirigir des de Florida fins al Territori Indi sota la deportació.
En 1861, quan va començar la Guerra Civil dels Estats Units, Chupco va servir com a cap de ciutat. Ell es va negar a signar un tractat entre el seminola i els Estats Confederats d'Amèrica. El lideratge seminola i els membres es van dividir, igual que els Cherokees.
El poble tribal de Chupco va seguir Opothleyahola, el líder creek lleial a la Unió i es va traslladar a Kansas. Allí Chupco es va allistar a l'Exèrcit de la Unió i finalment es va convertir en un primer sergent de la Companyia F, Primer Regiment de la Guàrdia Nacional Índia.
Des de 1861 a 1866, Chupco va exercir com a cap dels seminola que recolzaven la Unió, i després de la guerra va ser un Comissió Delegada del Tractat del Sud. John Jumper va portar als seminoles aliat amb la Confederació. La divisió entre els seminoles va durar fins a 1872.
Durant la Reconstrucció Chupco animar a la seva tribu a reconstruir la seva nació. En 1869, es va unir a la congregació de l'Església Presbiteriana a Wewoka. Es va convertir en agricultor i ramader i es va resistir a la creació del territori d'Oklahoma.

## Mort
John Chupco va morir el 17 de febrer de 1881 a la Nació Seminola.